# Naviglio di Modena
Il Naviglio di Modena nasce a Modena, in corrispondenza della cosiddetta "Casa delle acque" situata presso l'Accademia Militare.
Il Naviglio collega Modena a Bomporto, dove entra nel fiume Panaro da cui successivamente si raggiunge il fiume Po e quindi il Mare Adriatico.
In questo tratto erano presenti tre conche di navigazione: ad Albareto (ancora esistente anche se privata delle porte vinciane, detta "la conca del Cortese"), a Bastiglia, nell'attuale sede di Piazza Repubblica ed infine la conca esagonale a Bomporto, ancora esistente e dotata di porte vinciane.